# Ябука (остров)
Ябука (хорв. Jabuka) — необитаемый вулканический остров в составе архипелага Вис, омывается Адриатическим морем. Административно принадлежит Сплитско-Далматинской жупании Хорватии. Площадь острова составляет 0,022585 км², наибольшая высота ― 99,333 метров над уровнем моря.
Ябука впервые появился на картах в XIV веке. В XV—XVII веках на острове был распространён сбор яиц соколов для дальнейшего их выращивания. В 2003 и 2004 году в районе острова произошли два землетрясения магнитудами 5,5 и 5,2 соответственно. В июле 2013 года Ябука и его прибрежные воды вошли в состав сети охранных участков «Натура 2000». С 2017 года бассейн Ябука является зоной ограниченного рыболовства. 17 апреля 2019 года весь архипелаг получил статус Глобального геопарка ЮНЕСКО.

## Название
Впервые Ябука появился на карте Пьетро Весконте в 1318 году и носил название Милло (итал. Millo). Далее остров появлялся на итальянских, немецких, французских, нидерландских, швейцарских, английских, чешских и бельгийских картах XIV—XVIII веков под несколькими десятками названий, самым распространённым из которых было итальянское Помо (итал. Pomo).

## Физико-географическая характеристика и геологическое строение
Ябука находится в Адриатическом море и принадлежит архипелагу Вис. Площадь острова составляет 0,022585 км², длина — 310 метров, ширина — 130 метров, длина береговой линии ― 715 метров, наибольшая высота ― 99,333 метров над уровнем моря.
Ябука — остров вулканического происхождения, расположенный по середине Адриатической карбонатной платформы Адриатической плиты. Под островом находится соляной диапир. Субвулканический диабаз юрского периода, из которого состоит Ябука, образовался в результате кристаллизации вышедшей на поверхность магмы. Также в состав острова входит магнетит.

## Климат
Климат Ябуки аридный. Среднегодовое количество осадков составляет около 200 мм, среднегодовая температура — 16 °C, годовое количество солнечных часов — более 2700.

## Флора и фауна
На Ябуке произрастают Frankenia pulverulenta (франкения порошистая), Convolvulus cneorum, Euphorbia dendroides, Limonium vestitum subsp. vestitum и Olea oleaster, а также следующие эндемики: Centaurea crithmifolia, Centaurea friderici subsp. jabukensis, Aurinia leucadea subsp. scopulorum, Limonium pomoense и Centaurea jabukensis. На острове находится фитоценоз Oleo-Euphorbietum dendroidis, состоящий из Olea oleaster и Euphorbia dendroides. Ранее на острове произрастал эндемик Dianthus multinervis, вымерший к XX веку.
На Ябуке обитает эндемик семейства настоящие ящерицы Podarcis melisellensis pomoensis. На острове гнездятся колонии различных птиц: хохотуньи и бледного стрижа, а также, вероятно, сапсана, левантского буревестника и чеглока Элеоноры. В прибрежных водах острова водятся сардина, тунец, камбала, омар, креветка, луфарь, путассу, кальмар и европейский удильщик.

## История
В XV—XVII веках Ябука была популярным местом для охотников на соколиные яйца, которые в дальнейшем использовались для выращивания охотничьих соколов. Обычно сбор яиц происходил в сентябре. Этот промысел по причине популярности соколиной охоты был очень выгоден, но при этом сопряжен с риском для жизни, поскольку для того, чтобы добраться до птичьих гнёзд, сборщикам яиц приходилось взбираться на почти отвесные скалы. Кроме того, известен случай, произошедший в 1516 году, когда четверо охотников приплыли на Ябуку охотиться на соколов, однако уже после высадки на берег их лодку в результате шторма унесло в море; поскольку они приплыли на остров втайне, их никто не искал — и вскоре они умерли от голода и жажды. Нет точных сведений о том, яйца каких видов соколов были объектом охоты, однако, скорее всего, это были сапсан (Falco peregrinus), чеглок Элеоноры (Falco eleonorae) и подвид средиземноморского сокола Falco biarmicus feldeggii. По свидетельству француза Генри Кастела, в начале XVII века на острове у подножия скал стояла хижина для охотников.
В районе 29 марта 2003 года острова произошло землетрясение магнитудой 5,5 с последующими афтершоками. 25 ноября 2004 года произошло второе землетрясение с магнитудой 5,2. Гипоцентром обоих землетрясений является Ябука-Андрийский разлом.
В июле 2013 года остров и его прибрежные воды площадью 1 км² вошли в состав сети охранных участков «Натура 2000», получив коды HR4000008 и HR3000100 соответственно. В 2015 году был установлен запрет на траление в глубоководной части прибрежных вод острова, известных как бассейн Ябука (хорв. Jabučka kotlina). В октябре 2017 года на 41-м заседании Генеральной комиссии по рыболовству в Средиземноморье бассейн получил статус зоны ограниченного рыболовства. 17 апреля 2019 года архипелаг Вис получил статус Глобального геопарка ЮНЕСКО.
В марте 2021 года исследователи из государственного учреждения «More i krš» и Музея естественной истории Сплита отправились на Ябуку для поисков Dianthus multinervis, однако ни одного растения этого вида обнаружено не было.

### На английском языке
- Duplančić Leder T., Ujević T., Čala M. Coastline lenghts and areas of islands in the Croatian part of the Adriatic Sea determined from the topographic maps at the scale of 1 : 25 000 (англ.) // Geoadria. — 2004. — Vol. 9, no. 1. — P. 5—32.
- Herak D., Herak M., Prelogović E., Markušić S., Markulin Ž. Jabuka island (Central Adriatic Sea) earthquakes of 2003 (англ.) // Tectonophysics. — 2005. — Vol. 398, no. 3—4. — P. 167—180.
- Ivančić I., Herak D., Markušić S., Sović I., Herak M. Seismicity of Croatia in the period 2002–2005 (англ.) // Geofizika. — 2006. — Vol. 23, no. 2. — P. 87—103.
- Lukač G., Stipčević M., Tvrtković  N. The status and distribution of Eleonora's falcon (Falco eleonorae Gene 1834) in Croatia (англ.) // Natura Croatica. — 1997. — Vol. 6, no. 3. — P. 323—333.
- Petrinec B., Franić Z., Leder N., Tsabaris C., Bituh T., Marović G. Gamma radiation and dose rate investigations on the Adriatic islands of magmatic origin (англ.) // Radiation protection dosimetry. — 2010. — Vol. 139, no. 4. — P. 551—559.
- Spaić V. Oil and gas bearingness and structural elements of Adriatic islands and peninsulas (Outer Dinarides) with special review of anhydrite – carbonate Mesozoic complex and diapiric belt (англ.) // Nafta. — 2012. — Vol. 63, no. 1—2. — P. 29—37.
- Terzi M., Bogdanović S., D'amico F. D., Jasprica N. Rare plant communities of the Vis Archipelago (Croatia) (англ.) // Botany Letters. — 2019. — Vol. 167, no. 2. — P. 241—254.
- Trinajstić I. About the taxonomic status of »Chamaecytisus dalmaticus Vis.« (Fabaceae) (англ.) // Natura Croatica. — 2001. — Vol. 10, no. 2. — P. 83—88.
- Velicogna M., De Min A., Prašek M. K., Ziberna L., Brombin V., Jourdan F., Renne P. R., Balen D., Grégoire M., Marzoli A. The Norian magmatic rocks of Jabuka, Brusnik and Vis Islands (Croatia) and their bearing on the evolution of Triassic magmatism in the Northern Mediterranean (англ.) // International Geology Review. — 2023. — Vol. 65, no. 16. — P. 2558—2579.

### На хорватском языке
- Gabelica I., Piasevoli G., Jurić M., Jurić S., Kažimir Z., Pešić N., Perković A., Kurtović J. Zaštićeni dijelovi prirode Javne ustanove "More i krš" (хорв.). — Split: Javna ustanova za upravljanje zaštićenim dijelovima prirode na području Splitsko-dalmatinske županije — „More i krš“, 2016. — 112 S. — ISBN 978-953-56977-3-2.
- Kužić K. Otok Jabuka u bilješkama putnika na Jadranu od 14. do 17. stoljeća – ime i izgled (хорв.) // Geoadria. — 2015. — Vol. 20, br. 2. — Str. 149—173.